# 故障
故障（こしょう）とは、物事の正常な働きが損なわれていること。あるいは事態の進行に差し障りがある要素を指す。
機械の円滑な動作に問題がある場合このように表現することもあれば、（人間および動物の）身体に不調がある場合にもこの語が使われる。

## 概要

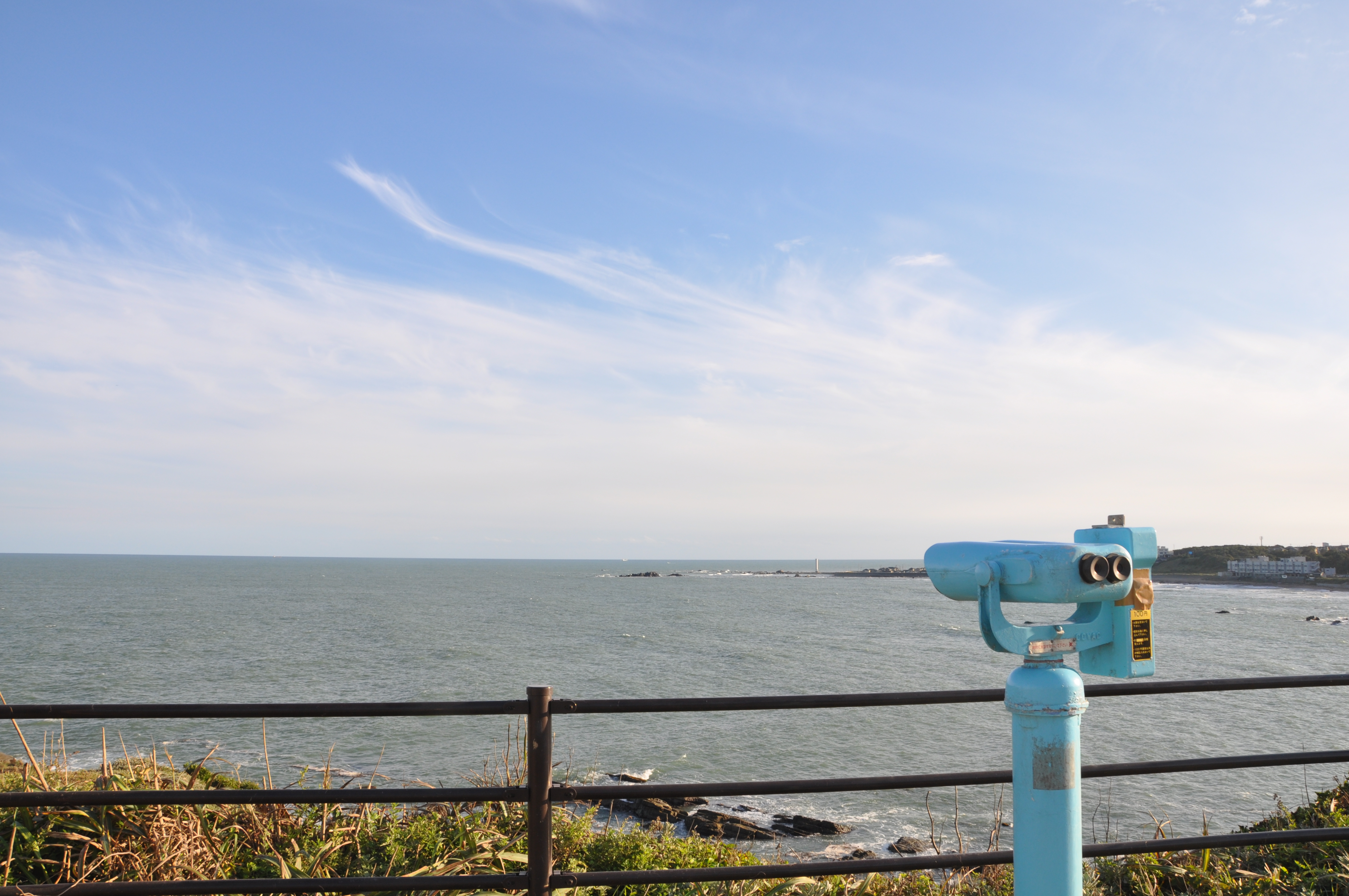
故障のため、コイン投入口にガムテープ（犬吠埼、2011年）

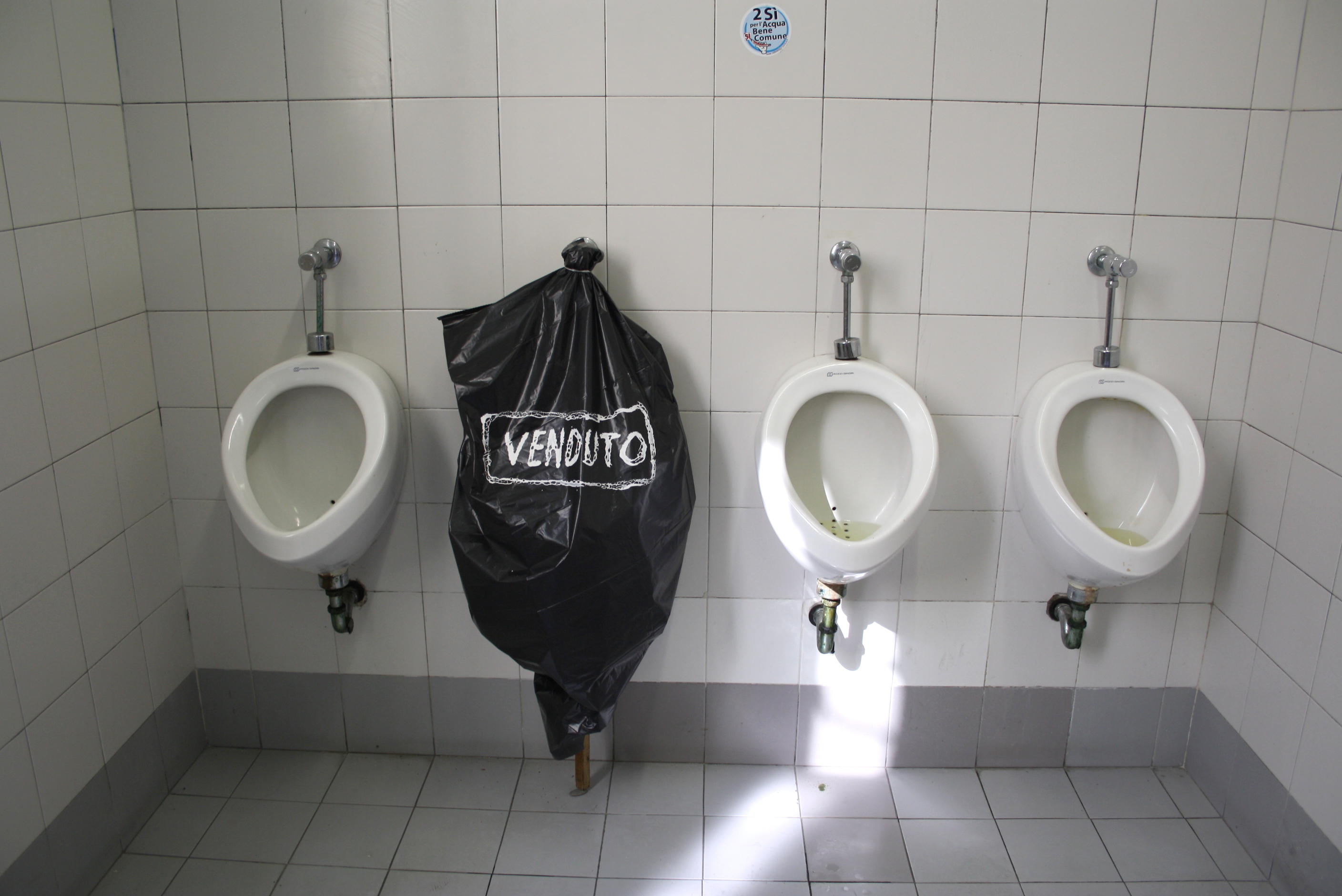
故障の小便器を使用させない対策

工業製品の範疇では、部品の磨耗や破損・汚損といったトラブルで発生しうるが、特に工場出荷状態からきちんと動作しない場合は、製品の不備であるため不良品として扱われる。故障は生物の場合は治癒することで回復する訳だが、機械や装置の場合は、異常個所を修理して正常な状態に戻すことで機能が回復する。この場合では、破損した部品を正常なものに交換したり、潤滑を行ったり、汚損を取り除いたりする。特に近年の工業製品では、大量生産に伴う機械要素の標準化やモジュールの採用によって、問題箇所を含む機構の一部を丸ごと交換することによって、コストはかかるが手早く故障状態から復帰することも可能になっている。
人身における故障の場合、スポーツの選手などでは、負傷して試合に出場できない状態にある場合、優れた成績を収めることが期待されているのに、何らかの身体的不調から成績を出すことができない場合などに「故障」と呼ばれる（後述）。
また、人間だけではなく動物の場合では、例えば競馬において、競走馬の体（おもに脚部）に異常が発生し、レースを行う能力に影響が出ることも「故障」と呼ばれる。故障から短期間に復帰する場合もあれば、治療に時間がかかったり完全に回復できなかったり後遺症が生じたりして負傷前と同じように能力を発揮できない場合もある。

### 人身における故障と社会
例えば日本国憲法第78条には「裁判官は、裁判により、心身の故障のために職務を執ることができないと決定された場合を除いては （後略）」と記述されている。
これら法律用語では特に「心身の故障」ないし「身体の故障」と表現されていて、主に所定の社会的立場・役職にある者の機能に問題があり、その立場にあることが不適格な状態を指している。特に重要な判断が求められる立場にあるものが「心身の故障」状態にあると適正な判断が期待できないことから、その立場からの解任や休職・免職などの措置が行われる。
これは人間の社会というシステムにおいて分業体制がとられている場合に、所定の役割を持つ個人（ないし組織）の機能に不具合が生じると、その問題が他に波及するための措置である。

## 定義

### コンピュータ用語における「故障(failure)」
故障(failure)とは、「要求された機能を遂行する機能単位の能力がなくなること」である。JISの定義では、「故障は，イベントであり、状態であるフォールトと区別される」。よって、障害や不具合は、フォールト(fault)の同義語と考えられるが、技術分野の専門家の間においても、故障(failure)と、フォールト(fault)や障害・不具合は区別して使われていないことが多い。
故障(failure)は、システムの構成要素であるハードウェアやソフトウェアの不具合（フォールト）によって引き起こされる場合と、故障によって障害（フォールト）となる場合がある。
正常な状態に復旧するには、故障した構成要素の交換・修繕が必要である。また、構成要素が故障しても、多重化などによってシステム全体が機能を提供し続けることができれば、システム全体としての障害は発生しない。（フォールトトレラント）

### スポーツにおける故障
スポーツにおいては、前述の通り選手の負傷ないし身体的な不調などをさすが、こういった問題の解消には医学的な治療はもちろんのこと、治癒後にトレーニングなどで衰えた筋力を回復させるなどの対応を必要とする。
かつては、根性論の延長で故障をおして治癒前にトレーニングを始めてしまうことや、更には苦痛を耐えて競技に出ることが美徳のように語られるケースもまま見出せ、それはスポ根漫画を中心にそのような描写もみられたが、そういった行為が治癒を妨げたり、後遺症の悪化など故障を長引かせる傾向もあるため、現代では避けられる傾向もある。より近代的なスポーツ分野では、スポーツ医療の発達にも伴い、根拠に基づく医療としての治療とトレーニングメニューの選択、また回復を助けるための栄養の摂取など、総合的なケアが行われている。